# فريتسي برغر
فريتسي برغر (بالألمانية: Fritzi Burger)‏ هي متزلجة فنية نمساوية، ولدت في 6 يونيو 1910 في فيينا في النمسا، وتوفيت في 16 فبراير 1999 في بورتلاند في الولايات المتحدة.

## وصلات خارجية
- فريتسي برغر على موقع أوليمبيديا (الإنجليزية)